# Zsófia Rácz
Zsófia Rácz (* 28. Dezember 1988 in Győr) ist eine ehemalige ungarische Fußballspielerin. Seit Sommer 2025 ist sie Co-Trainerin des Frauen-Bundesligisten RB Leipzig.

## Karriere

### Vereine
Rácz begann ihre Karriere in der Jugend von Gyõri Dózsa und wechselte 2004 zu Fészek CNFK, wo sie ihre Profikarriere startete. Nach zwei Jahren für die erste Mannschaft von CNFK wechselte sie zu Viktória FC-Szombathely, wo sie in ihrem zweiten Jahr zur Nationalspielerin reifte.
Am 5. August 2012 verkündete sie ihren Wechsel zum deutschen Zweitligisten 1. FC Lübars. Nach 16 Toren in 62 Spielen, in dreieinhalb Jahren für den 1. FC Lübars, verkündete sie ihren Wechsel zum Ligarivalen MSV Duisburg. Im Sommer 2017 verließ Rácz den MSV Duisburg. Rácz unterschrieb am 28. Juni 2017 in den Niederlanden für den Eredivisie Verein PSV Eindhoven.

### Nationalmannschaft
Rácz gehörte ab 2007 zum Kader der A-Nationalmannschaft von Ungarn und absolvierte insgesamt 53 Spiele für ihr Heimatland.

## Erfolge
- Ungarische Meisterschaft: 2009
- Ungarischer Pokal: 2008, 2009, 2011
- Meister 2. Bundesliga Nord: 2015 (mit 1. FC Lübars), 2016 (mit MSV Duisburg)